# Elisabeth Sadoulet

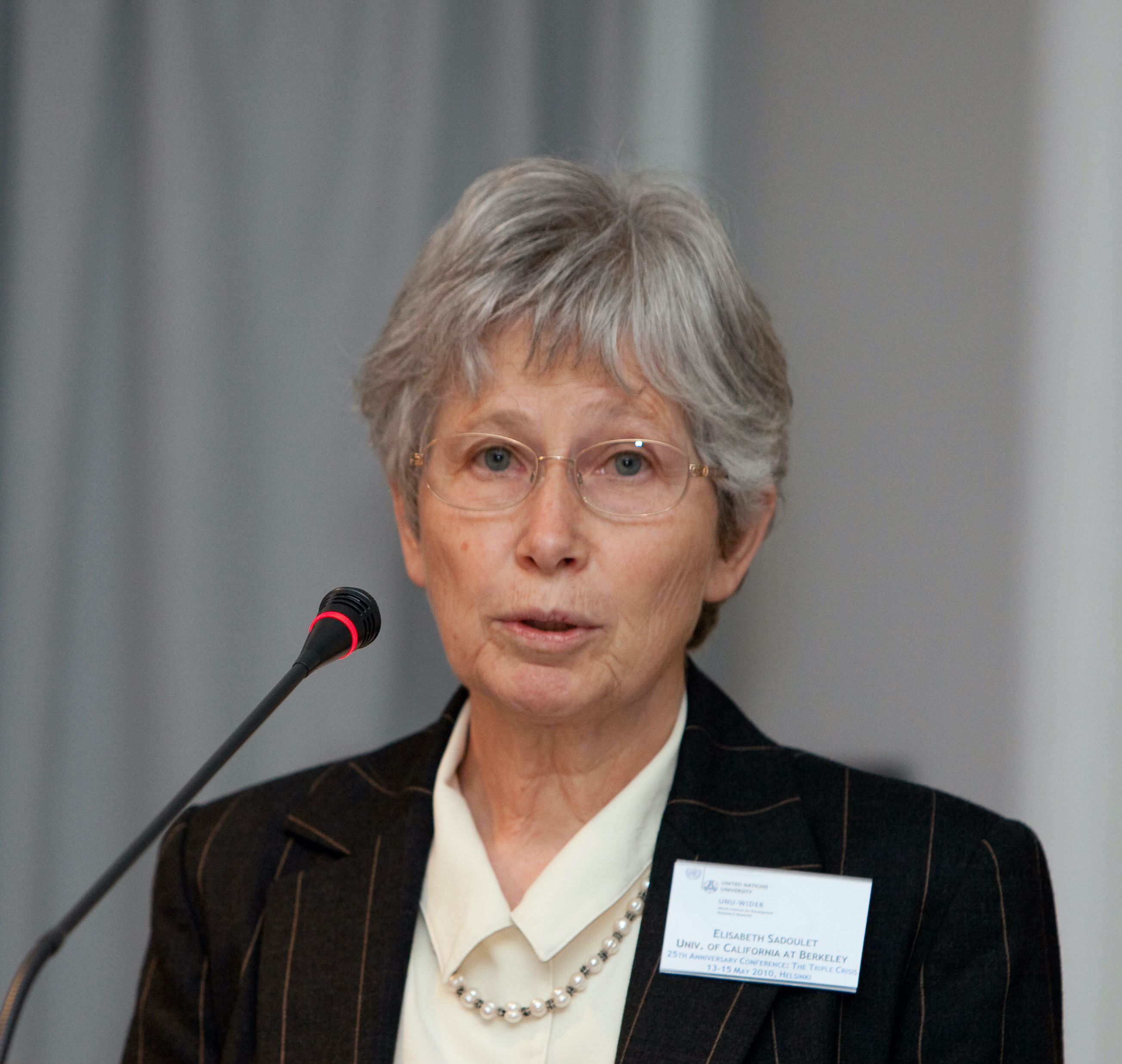
Elisabeth Sadoulet

Elisabeth Sadoulet (* 1945) ist eine französisch-US-amerikanische Wirtschaftswissenschaftlerin.

## Werdegang, Forschung und Lehre
Sadoulet studierte an der Universität Lyon, an der sie 1966 mit einem Lizenziat in Mathematik sowie 1968 mit einem Diplom in Statistik graduierte. 1982 erlangte sie an der Universität Genf den Doktortitel in Wirtschafts- und Sozialwissenschaften. Später wechselte sie an die University of California, Berkeley, wo sie ab 1985 zunächst Lecturer und später Assistant Professor war. Ab 1995 lehrte und forschte sie als Associate Professor an der Hochschule, an der sie 2001 zur ordentlichen Professorin berufen wurde.
Sadoulet ist Mitglied der International Association of Agricultural Economics, in deren Exekutivkomitee sie seit 2009 sitzt. Zudem ist sie seit 2010 Chefredakteurin des World Bank Economic Review. 2008 war sie Mitbegründerin des von Edward Miguel initiierten und an der University of California, Berkeley beheimateten Center for Effective Global Action, das mit Wirkungsbewertung und weiteren ökonomischen Analysemethoden nachhaltige soziale und ökonomische Entwicklungen vor allem in ärmeren Ländern erforscht.
Sadoulets Arbeitsschwerpunkte liegen in den Bereichen der Agrar- und Entwicklungsökonomie, dabei setzt sie sich unter anderem mit den Auswirkungen des technologischen Fortschritts, Mikrokrediten, Umweltschutz und Conditional Cash Transfer auseinander.